# Manuel Neuer
Manuel Peter Neuer (* 27. März 1986 in Gelsenkirchen) ist ein deutscher Fußballtorwart. Er stammt aus der Jugend des FC Schalke 04, zu dessen erster Mannschaft er ab 2005 gehörte. 2011 gewann er mit dem FC Schalke 04 den DFB-Pokal. Seit 2011 steht er beim FC Bayern München unter Vertrag, mit dem er 2013 das Triple aus deutscher Fußballmeisterschaft, DFB-Pokal und UEFA Champions League und 2020 das „Sextuple“ aus deutscher Fußballmeisterschaft, DFB-Pokal, UEFA Champions League, DFL-Supercup, UEFA-Super-Cup und FIFA-Klub-Weltmeisterschaft gewann. Mit der deutschen Nationalmannschaft wurde er 2014 in Brasilien Weltmeister. Er gehörte dabei zu den sechs Spielern der deutschen WM-Auswahl, die zuvor 2009 mit der U21 Europameister geworden waren. Neuer war von September 2016 bis Oktober 2023 Kapitän der A-Nationalmannschaft und ist seit Sommer 2017 Mannschaftskapitän des FC Bayern München.
Neuer gilt als einer der besten Torhüter aller Zeiten. Vor allem seine offensive, mitspielende Interpretation der Torwartposition wird als revolutionär angesehen. Neuer wurde von der IFFHS zum Welttorhüter des Jahrzehnts 2011–2020 sowie in den Jahren 2013, 2014, 2015, 2016 und 2020 als Welttorhüter des Jahres ausgezeichnet, womit er gemeinsam mit Gianluigi Buffon und Iker Casillas der Rekordhalter ist. Er wurde zudem 2020 FIFA-Welttorhüter des Jahres und bisher zweimal zu Deutschlands Fußballer des Jahres gewählt. Neuer gehört als Rekordnationaltorhüter zu den fünf deutschen Nationalspielern mit den meisten Länderspieleinsätzen.

## Jugend und Privatleben
Neuers Vater war von Baden-Württemberg nach Gelsenkirchen gezogen, um dort bei der Polizei zu arbeiten. Manuel Neuer wuchs gemeinsam mit seinem älteren Bruder Marcel in Gelsenkirchen-Buer auf. Marcel Neuer war als Schiedsrichter für den FC Schalke 04 aktiv und ist (Stand: September 2023) Vorsitzender des Verband-Schiedsrichter-Ausschusses im Fußball- und Leichtathletik-Verband Westfalen.
Manuel Neuer wechselte nach dem Schuljahr 1999/2000 von der Realschule in Gelsenkirchen-Buer auf das neu gegründete Fußball-Teilinternat Berger Feld, das er 2006 mit der Fachhochschulreife (schulischer Teil nach Klasse 12) absolvierte.
Parallel zum Fußball spielte Neuer bis zu seinem 14. Lebensjahr Tennis auf Vereinsebene und betreibt den Sport noch immer als Hobby. Er ist Mitglied des Tennisclubs TG Gold-Weiß Gelsenkirchen und zählt unter anderem den früheren deutschen Tennisspieler Boris Becker zu seinen Vorbildern.
Manuel Neuer ist Katholik; er gründete 2010 seine eigene Stiftung „Manuel Neuer Kids Foundation“, mit der er unter anderem ein Projekt der katholischen Stadtkirche Gelsenkirchen gegen Kinderarmut sowie einen Jugendtreff der Ordensgemeinschaft der Amigonianer unterstützt. Der Charity-Auktionsplattform United Charity stellte er bereits mehrere Gegenstände, z. B. signierte Trikots, zur Verfügung, um sie zugunsten seiner Stiftung versteigern zu lassen.
Von 2009 bis 2014 war Manuel Neuer mit Kathrin Gilch liiert. Als er 2011 von Schalke nach München zum FC Bayern wechselte, folgte sie ihm. Im August 2014 lernte er Nina Weiß kennen. Die beiden wurden am 21. Mai 2017 standesamtlich in Tannheim (Tirol) getraut und heirateten im Juni 2017 im süditalienischen Monopoli kirchlich. Im Januar 2020 wurde die Trennung bekannt, zum Jahresende die Scheidung. Am 12. November 2023 heiratete er in Tegernsee abseits der Öffentlichkeit die Handballerin Anika Bissel, Schwester des Handballspielers Christopher Bissel. Am 14. März 2024 wurden sie Eltern eines Sohnes.

## Vereinskarriere

### FC Schalke 04

#### Anfänge

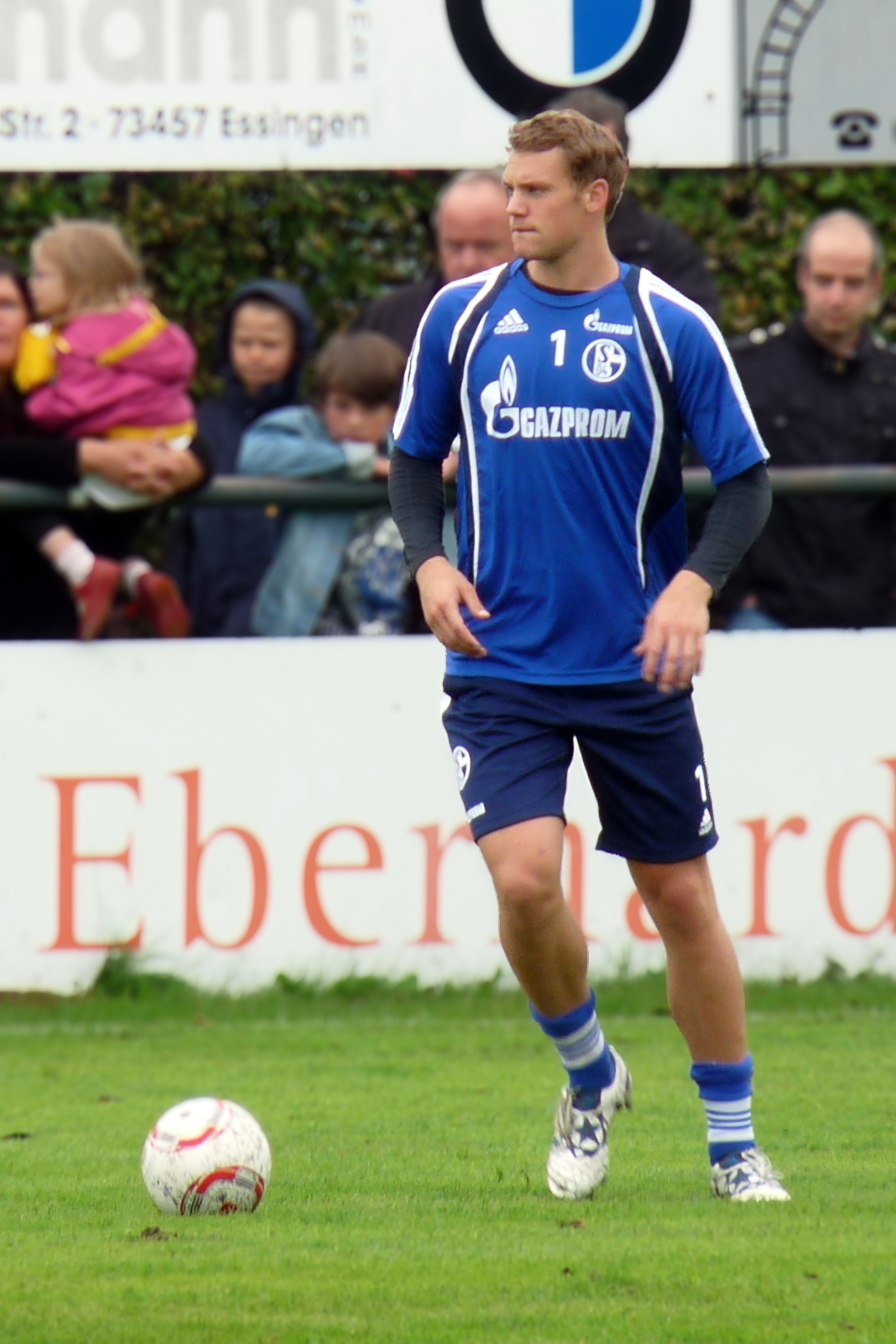
Manuel Neuer (2010) beim Training vom FC Schalke 04

Neuer, der am 1. März 1991 dem FC Schalke 04 beitrat, durchlief sämtliche Jugend-Mannschaften des Clubs. Bereits während seiner A-Jugend-Zeit kam er zu einzelnen Einsätzen in der zweiten Mannschaft.

#### Saison 2005/06
Zur Saison 2005/06 schloss Neuer einen Profivertrag ab und wurde hinter Frank Rost und Christofer Heimeroth die Nummer drei des Bundesligakaders. Zweimal saß er dort auf der Ersatzbank und spielte ansonsten in der Oberligamannschaft.

#### Saison 2006/07
Nach dem Weggang von Heimeroth rückte er zur Saison 2006/07 zur Nummer zwei im Tor auf. Bereits am zweiten Spieltag musste er für den verletzten Frank Rost einspringen und bestritt sein erstes Bundesliga-Spiel am 19. August 2006 auf dem Tivoli gegen Alemannia Aachen. Kurz darauf fiel Rost bei Trainer Mirko Slomka in Ungnade und verließ den Verein zur Winterpause. Obwohl Neuer erst 20 Jahre alt war, bekam er das Vertrauen von Slomka und wurde zum mit Abstand jüngsten Stammtorhüter der Bundesliga. Neuer blieb im Laufe der Saison in 13 Spielen ohne Gegentor und erreichte mit dem Verein die Vize-Meisterschaft. Er erhielt oft gute Kritiken für sein modernes Spiel. Mit weiten, präzisen Abwürfen leitete er immer wieder Angriffe seines Teams ein. Neuers Bundesligakollegen wählten ihn zum besten Torhüter der Saison 2006/07.

#### Saison 2007/08
Zur Saison 2007/08 holte Schalke 04 zwar mit Mathias Schober einen erfahrenen Torhüter, trotzdem blieb Neuer auch in den folgenden Jahren unumstrittene Nummer eins im Tor der Gelsenkirchener. Er bestritt 2007/08 alle 34 Saisonspiele und spielte auch eine erfolgreiche Champions-League-Saison. Im Achtelfinalrückspiel beim FC Porto am 5. März 2008 sicherte er seinem Team mit etlichen spektakulären Paraden sowie zwei gehaltenen Elfmetern im Elfmeterschießen den Einzug ins Viertelfinale. Mit seiner Leistung schaffte er die Grundlage für den bis dahin größten Erfolg seines Vereins in der Königsklasse.

#### Saison 2008/09
Die Saison 2008/09 verlief dann weniger erfolgreich. Ein Mittelfußbruch in der Saisonvorbereitung zwang ihn erstmals zu einer längeren Pause. Dem frühen Aus in Europa- und DFB-Pokal folgte Platz 8 in der Meisterschaft, die schlechteste Platzierung während Neuers Zeit bei Schalke.

#### Saison 2009/10
Umso erfolgreicher verlief die Saison 2009/10, in der er als einziger Spieler des Teams wieder jede Bundesligaminute bestritt und mit der Mannschaft Vize-Meister wurde.

#### Saison 2010/11
Zur Saison 2010/11 ernannte Trainer Felix Magath den Torhüter zum Kapitän der Schalker Mannschaft, nachdem der frühere Spielführer Heiko Westermann zum Hamburger SV gewechselt war. Neuer erreichte mit Schalke das Champions-League-Halbfinale 2011. Außerdem gewann er 2011 den DFB-Pokal, indem er mit der Schalker Mannschaft im Finale in Berlin den MSV Duisburg mit 5:0 bezwang. Am 20. April 2011 gab der Verein bekannt, dass Neuer seinen bis Ende der Saison 2011/12 laufenden Vertrag mit dem FC Schalke 04 nicht verlängern werde.

### FC Bayern München

#### Saison 2011/12

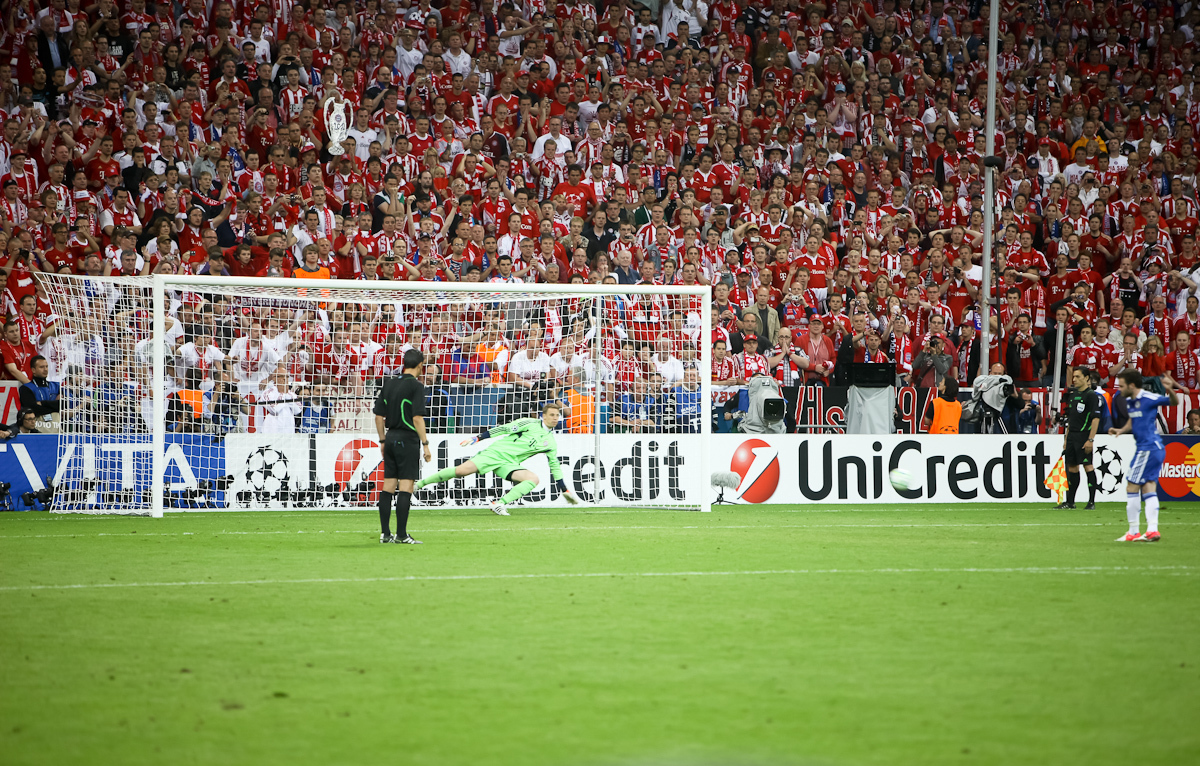
Manuel Neuer hält einen Elfmeter im Champions-League-Finale 2012.

Am 1. Juni 2011 stimmte der FC Schalke 04 einem Vereinswechsel zu, und wenig später verpflichtete der FC Bayern München Neuer. Nach einer Länderspielreise unterschrieb er am 8. Juni 2011 einen zunächst bis zum 30. Juni 2016 gültigen Vertrag. Außerdem wurde sein Wunschtorwarttrainer Toni Tapalović verpflichtet, mit dem er bereits bei Schalke 04 trainiert hatte.
Der Wechsel zu den Bayern war bei vielen Anhängern des Vereins umstritten. Als der Wechsel im Gespräch stand, sprachen sich zahlreiche Bayernfans beim Pokalspiel gegen den FC Schalke mit einem Zettel mit der Aufschrift „Koan Neuer!“ (bair.: Keinen Neuer) für den bisherigen Torwart Thomas Kraft aus. Nach seiner Verpflichtung wurde Neuer insbesondere von Ultra-Gruppierungen des FCB weiterhin verbal attackiert.
Auch von der aktiven Fanszene des FC Schalke 04 wurde er aufgrund seines Wechsels zu einem Ligakonkurrenten, speziell dem FC Bayern München, hart attackiert und als „Judas“ beschimpft, da er einige Zeit selber Teil der Ultras auf Schalke war und sich zuvor selber gegen einen Wechsel im Inland aussprach. Danach erlebte Neuer bei Spielen auf Schalke eine starke Abneigung und ein Pfeifkonzert bei jeder seiner Ballberührungen.
Sein erstes Spiel für Bayern München in der Bundesliga absolvierte Neuer am ersten Spieltag der Saison 2011/12 bei der 0:1-Niederlage im Heimspiel gegen Borussia Mönchengladbach, bei der er entscheidend am Gegentor beteiligt war. Im Anschluss stellte er jedoch mit wettbewerbsübergreifend 1147 Minuten ohne Gegentor einen neuen Vereinsrekord auf. In der Bundesliga blieb Neuer 770 Minuten ohne Gegentreffer und stieg damit auf Rang drei der ewigen Bestenliste. In seiner ersten Saison erreichte er mit dem FC Bayern München in der Champions League, in der Bundesliga und im DFB-Pokal jeweils den zweiten Platz. In den beiden Pokalwettbewerben kam es insgesamt dreimal zum Elfmeterschießen, von denen zwei auch dank Neuer gewonnen wurden und er selbst gegen den FC Chelsea im Champions-League-Finale einen Elfmeter verwandelte.

#### Saison 2012/13
In der Saison 2012/13 stand Neuer im Champions-League-Spiel gegen BATE Baryssau in Abwesenheit von Philipp Lahm und nach der Auswechslung von Bastian Schweinsteiger zum ersten Mal für den FC Bayern als Mannschaftskapitän auf dem Platz. Am 6. April 2013 sicherte er sich mit dem FC Bayern München am 28. Spieltag vorzeitig die deutsche Meisterschaft. Für Neuer war dies die erste Meisterschaft. Am 4. Mai 2013 führte er zum 32. Spieltag erstmals den FC Bayern in der Bundesliga als Mannschaftskapitän aufs Feld. Am 25. Mai 2013 gewann er mit dem FC Bayern die Champions League, als die Mannschaft im Finale Borussia Dortmund mit 2:1 bezwang. Am 1. Juni 2013 gewann er mit dem FC Bayern im Finale um den DFB-Pokal mit 3:2 gegen den VfB Stuttgart. Damit gewann Neuer mit dem Verein das Triple aus Meisterschaft, Pokal und Champions League.

#### Saison 2013/14
Am 30. August 2013 gewann er mit der Mannschaft gegen den FC Chelsea den UEFA Super Cup. Neuer hielt dabei im Elfmeterschießen den entscheidenden Elfmeter von Romelu Lukaku. Am 14. September 2013 absolvierte er im Spiel gegen Hannover 96 sein 100. Bundesligaspiel ohne Gegentor. Ohne einen Gegentreffer zu erhalten, gewann er am 21. Dezember 2013 mit dem FC Bayern München die FIFA-Klub-Weltmeisterschaft in Marokko. Am 25. März 2014 (27. Spieltag) stand Neuer mit dem FC Bayern so früh wie kein Verein zuvor rechnerisch als deutscher Meister fest. Am 17. Mai 2014 wurde er mit seinem Verein auch DFB-Pokalsieger.

#### Saison 2014/15
Am 5. Spieltag der Saison 2014/15 bestritt Neuer gegen den SC Paderborn 07 sein 100. Bundesligaspiel für die Münchner. In der Saison 2014/15 überholte er mit 20 Spielen ohne Gegentor in einer Saison Oliver Kahn, der in der Saison 2001/02 19 Spiele ohne Gegentor geblieben war. Am Ende wurde Neuer 2015 zum dritten Mal in Folge deutscher Meister.

#### Saison 2015/16

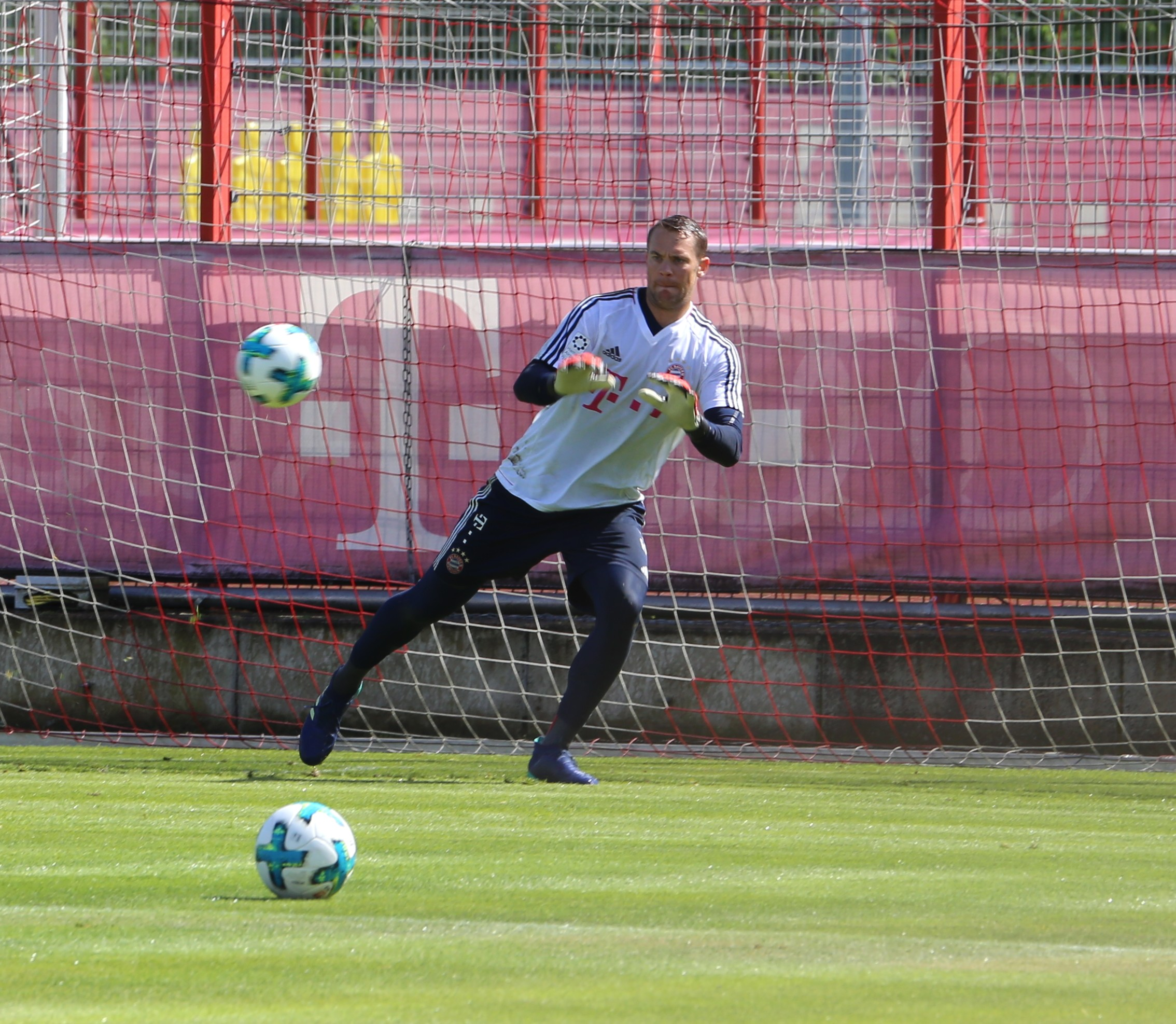
Neuer beim Training auf dem Gelände des FC Bayern München (2018)

Nach dem Wechsel von Bastian Schweinsteiger zu Manchester United im Sommer 2015 wurde Neuer Vize-Kapitän des FC Bayern. Mit dem 2:1-Auswärtssieg gegen Hoffenheim am 2. Spieltag der Saison 2015/16 erreichte Neuer bei seinem 129. Einsatz seinen 100. Bundesliga-Sieg für Bayern München. Am 16. September 2015, dem ersten Spieltag der UEFA Champions League 2015/16, bestritt er beim 3:0-Auswärtssieg gegen Olympiakos Piräus sein 50. Europapokalspiel für die Münchner. Am 19. Dezember 2015 bestritt er beim 1:0-Auswärtssieg gegen Hannover 96 sein 300. Bundesligaspiel. Mit dem 1:0-Sieg gegen Eintracht Frankfurt am 2. April 2016 blieb er in seinem 311. Bundesligaspiel zum 150. Mal ohne Gegentor.
Am 7. Mai 2016 wurde Neuer mit dem FC Bayern zum vierten Mal in Folge deutscher Meister. Mit nur 17 Gegentoren in der Bundesliga-Saison 2015/16 verbesserte er dabei seinen eigenen Rekord von zuvor 18 Saison-Gegentoren und dazu stellte er auch mit 21 Spielen ohne Gegentor einen neuen Rekord auf. Dazu gewann er am 21. Mai 2016 in Berlin gegen Borussia Dortmund nach einem 4:3 i. E. den DFB-Pokal und damit das Double.

#### Saison 2016/17
Seinen bis Sommer 2019 laufenden Vertrag beim FC Bayern verlängerte er im April 2016 bis zum 30. Juni 2021. Beim Viertelfinal-Rückspiel in der UEFA Champions League am 18. April 2017 gegen Real Madrid zog sich Neuer einen Haarriss am linken Mittelfuß zu und fiel damit für den Rest der Saison aus. 2017 wurde er mit dem FC Bayern München zum fünften Mal in Folge deutscher Meister.

#### Saison 2017/18
Nach dem Karriereende von Philipp Lahm am Ende der Vorsaison wurde Neuer Mannschaftskapitän des FC Bayern München. Am 18. September 2017 verletzte er sich im Training erneut am linken Fuß, wurde operiert und fiel langfristig aus. Vor dem 31. Spieltag kehrte der Torwart ins Mannschaftstraining zurück, kam aber nicht mehr zum Einsatz.

#### Saison 2018/19
In der folgenden Spielzeit verpasste Neuer elf Pflichtspiele aufgrund kleinerer Verletzungen und wurde erneut von Sven Ulreich vertreten. Während er mit dem FC Bayern in der Champions League bereits im Achtelfinale gegen den späteren Sieger FC Liverpool ausschied, gewann er mit der Mannschaft die deutsche Meisterschaft und den DFB-Pokal sowie den Supercup. In 17 seiner 38 absolvierten Pflichtpartien musste er kein Gegentor hinnehmen.

#### Saison 2019/20
Ende Mai 2020 verlängerten Neuer und der FC Bayern München das noch ein Jahr laufende Arbeitspapier vorzeitig bis Juni 2023. Am Saisonende gewann Neuer seine achte deutsche Meisterschaft in Folge und mit dem DFB-Pokalsieg und dem Champions-League-Sieg zum zweiten Mal nach 2013 das Triple. Außerdem gewann er mit der Mannschaft die – wegen der COVID-19-Pandemie erst im Februar 2021 ausgetragene – FIFA-Klub-Weltmeisterschaft 2020, den DFL-Supercup 2020 und den UEFA Super Cup 2020 – insgesamt also sechs Titel.

#### Saison 2020/21
Am 21. Oktober 2020 zum Champions-League-Auftakt der Saison im Spiel gegen Atlético Madrid erreichte Neuer die Marke von 200 Pflichtspielen ohne Gegentor im Trikot der Bayern. Sein 400. Pflichtspiel im Trikot der Münchner bestritt Neuer beim 1:1-Bundesliga-Remis gegen Werder Bremen. Beim 4:0-Auswärtssieg bei Schalke 04 am 24. Januar 2021 stellte er mit seinem 197. Bundesligaspiel ohne Gegentreffer über volle 90 Minuten einen weiteren Rekord auf.

#### Saison 2021/22
Der 5:0-Heimsieg gegen Hertha BSC am 28. August 2021 war sein insgesamt 205. Bundesligaspiel ohne Gegentor, damit zog er an Oliver Kahn vorbei und ist alleiniger Rekordhalter. Am 21. Spieltag, am 5. Februar 2022, egalisierte Neuer den von Oliver Kahn aufgestellten Rekord der meisten Bundesligasiege (310). Nach Saisonende verlängerte Neuer seinen Vertrag bis 30. Juni 2024.

#### Saison 2022/23
Im Dezember 2022 (nach 15 Spieltagen und eine Woche nach dem Ausscheiden bei der WM in Katar) zog sich Neuer beim Skifahren einen Unterschenkelbruch zu. Er musste operiert werden und fiel bis zum Ende der Saison 2022/23 aus. Als Ersatz verpflichtete der FC Bayern Yann Sommer.
Am 23. Januar 2023 wurde Neuers langjähriger Torwarttrainer Toni Tapalović mit sofortiger Wirkung entlassen. In einem am 3. Februar 2023 veröffentlichten Zeitungsinterview kritisierte Neuer die Freistellung Tapalovićs in scharfer Form.

#### Saison 2023/24
Am 28. Oktober 2023 stand Manuel Neuer, erstmals seit seiner Unterschenkelverletzung im Dezember 2022, beim Bundesligaspiel gegen Darmstadt wieder im Tor; Bayern München gewann mit 8:0. Am 12. Januar 2024 bestritt er beim 3:0-Sieg gegen 1899 Hoffenheim sein 500. Pflichtspiel für den FC Bayern. Beim 1:0-Sieg gegen Arsenal London am 17. April 2024 blieb er zum 58. Mal ohne Gegentor in der Champions League, womit er am bisherigen Rekordhalter Iker Casillas vorbeizog. Am 11. Mai 2024 beim 2:0-Sieg gegen den VfL Wolfsburg bestritt er sein 500. Bundesligaspiel, wobei er zum 225. Mal ohne Gegentor blieb und in der 74. Minute für Daniel Peretz ausgewechselt wurde, der sein Bundesligadebüt gab.

#### Saison 2024/25
In seinem 867. Spiel als Profi sah er am 3. Dezember 2024 zum ersten Mal eine Rote Karte, als er im DFB-Pokal-Achtelfinale gegen Bayer Leverkusen Jeremie Frimpong durch einen Bodycheck vor dem Strafraum an einer klaren Torchance hinderte. Das Sportgericht des Deutschen Fußball-Bundes sperrte den Torwart des Rekordmeisters daraufhin für zwei Spiele im DFB-Pokal, ein Einspruch Neuers gegen diese Sperre wurde im Dezember 2024 durch das Sportgericht abgelehnt.
Am 5. März 2025 beim 3:0-Sieg im Achtelfinalhinspiel gegen Bayer Leverkusen kam Neuer zu seinem 150. Einsatz in der Champions League. Nach Verletzung wurde er in der 58. Minute für Jonas Urbig ausgewechselt, der seinerseits sein Pflichtspieldebüt für den FC Bayern gab.
Neuer hat einen Vertrag bis zum 30. Juni 2026.

## Nationalmannschaft

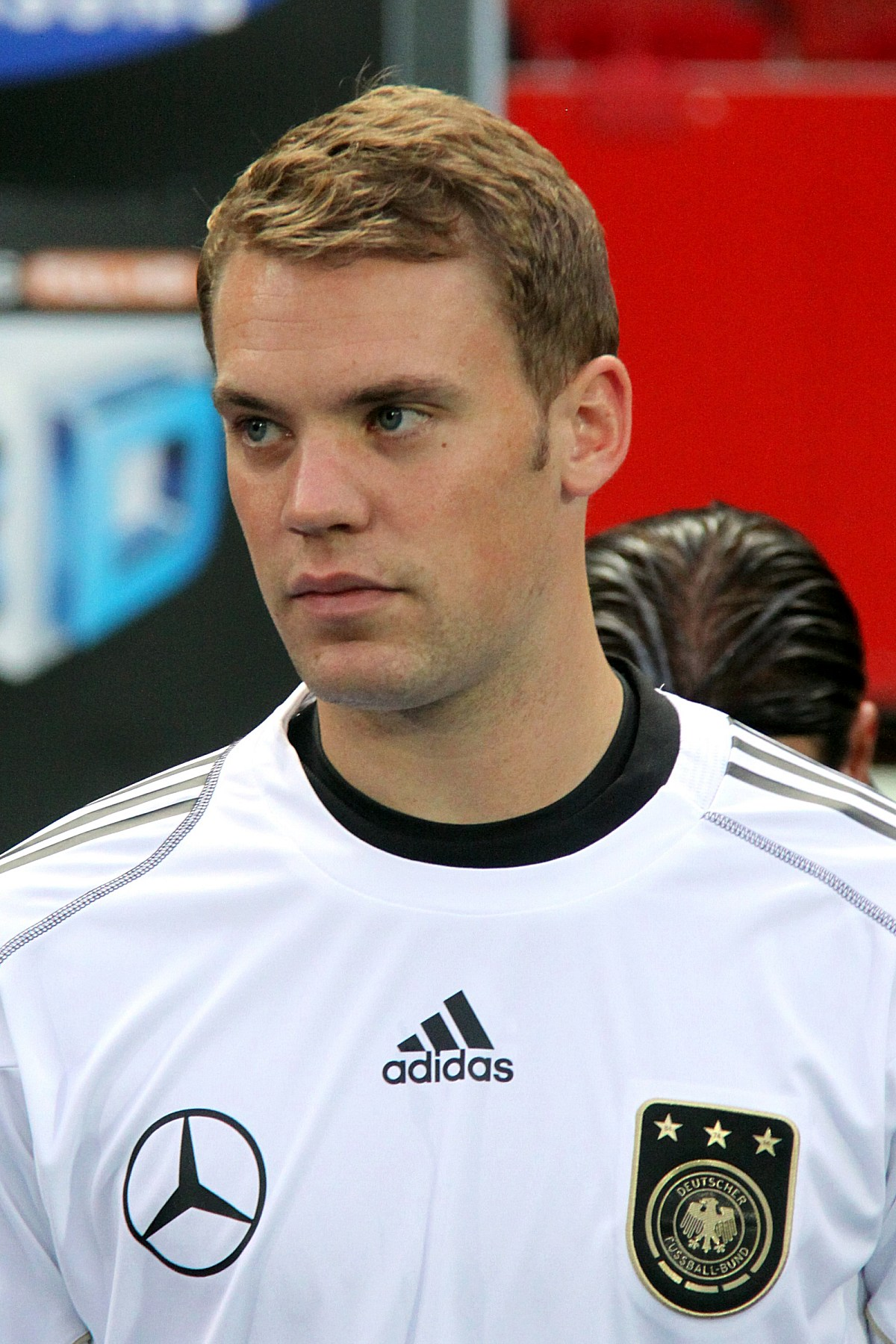
Manuel Neuer (2011)

Manuel Neuer durchlief mehrere Juniorenauswahlmannschaften des DFB und nahm mit der U19 an der Europameisterschaft 2005 teil. Zweimal spielte er in der Vorrunde und dann im Halbfinale, das mit 2:3 gegen Frankreich verloren wurde. Anfang 2006 wurde er aufgrund seiner Leistungen bei der Junioren-EM 2005 zu Gelsenkirchens Sportler des Jahres gewählt.
Kurz vor seinem ersten Bundesligaspiel bestritt Neuer am 15. August 2006 seine erste Partie für die U-21-Nationalmannschaft. Er spielte die zweite Halbzeit gegen die Niederlande und zeigte eine solide Leistung. Sein größter internationaler Erfolg im Juniorenbereich ist der Gewinn der U-21-Europameisterschaft 2009 in Schweden unter Bundestrainer Horst Hrubesch, an dem Neuer als sicherer Rückhalt der deutschen Mannschaft beteiligt war. Insgesamt bestritt Neuer 20 Spiele für das höchste deutsche Nachwuchsteam.
Ende August 2007 lud ihn der DFB erstmals – als vierten Torhüter neben Jens Lehmann, Robert Enke und Timo Hildebrand – zum Fitnesstest der A-Nationalmannschaft ein. Am 19. Mai 2009 wurde Neuer erstmals von Bundestrainer Joachim Löw nominiert, und zwar für die anstehende Asien-Reise der A-Nationalmannschaft des DFB. Am 2. Juni 2009 – also noch vor der U-21-Europameisterschaft – kam er im Länderspiel gegen die Vereinigten Arabischen Emirate (Endstand 7:2 für Deutschland) zum ersten Mal zum Einsatz. Danach bestritt er noch eine Halbzeit in einem Freundschaftsspiel gegen die Elfenbeinküste, war aber nur Ersatztorhüter hinter René Adler. In der Vorbereitung zur Weltmeisterschaft 2010 zog sich dieser einen Rippenbruch zu, sodass Neuer zur Nummer eins im WM-Aufgebot Deutschlands aufrückte. Dort erfüllte er seine Torwartrolle in den sechs Partien bis zum Halbfinale, in dem das Team am späteren Weltmeister Spanien scheiterte. Das Spiel um den dritten Platz wurde dem Ersatztorwart Hans Jörg Butt überlassen.

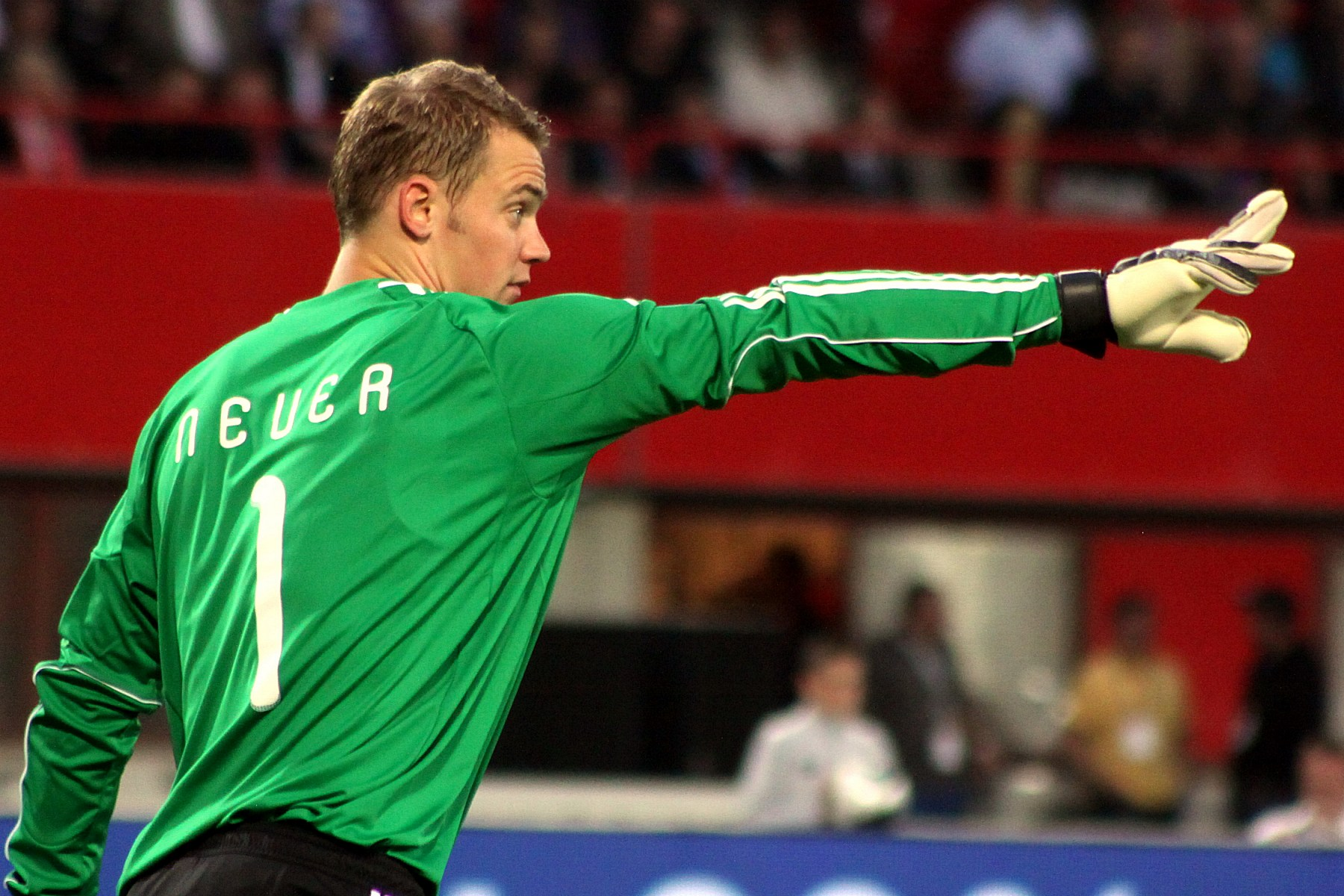
Neuer (2011) in der Nationalmannschaft

Nach der Weltmeisterschaft 2010 blieb Neuer Stammtorhüter des deutschen Teams. In der Qualifikation für die Europameisterschaft 2012 von September 2010 bis Oktober 2011 bestritt er alle zehn Partien, in denen die DFB-Elf erstmals in ihrer Geschichte ohne Punktverlust blieb. Im EM-Aufgebot war er erneut als Nummer eins gesetzt und spielte alle fünf Partien bis zum Ausscheiden im Halbfinale. Zuvor hatte er im Viertelfinale am 22. Juni 2012 mit seinem 14. Sieg im 14. aufeinanderfolgenden Spiel den Rekord von Bernd Schuster (13 Siege vom 22. Mai 1979 bis 29. April 1981) überboten.
Neuer wurde für die Weltmeisterschaft 2014 als Stammtorhüter des Teams benannt. Er bestritt alle sieben WM-Spiele, darunter den 7:1-Sieg im Halbfinale gegen Brasilien. Am 13. Juli 2014 wurde im Finale Argentinien durch das Tor von Mario Götze 1:0 geschlagen und die deutsche Mannschaft als erste europäische Mannschaft Weltmeister in Südamerika. Neuer wurde als bester Torhüter der WM 2014 mit dem Goldenen Handschuh ausgezeichnet.

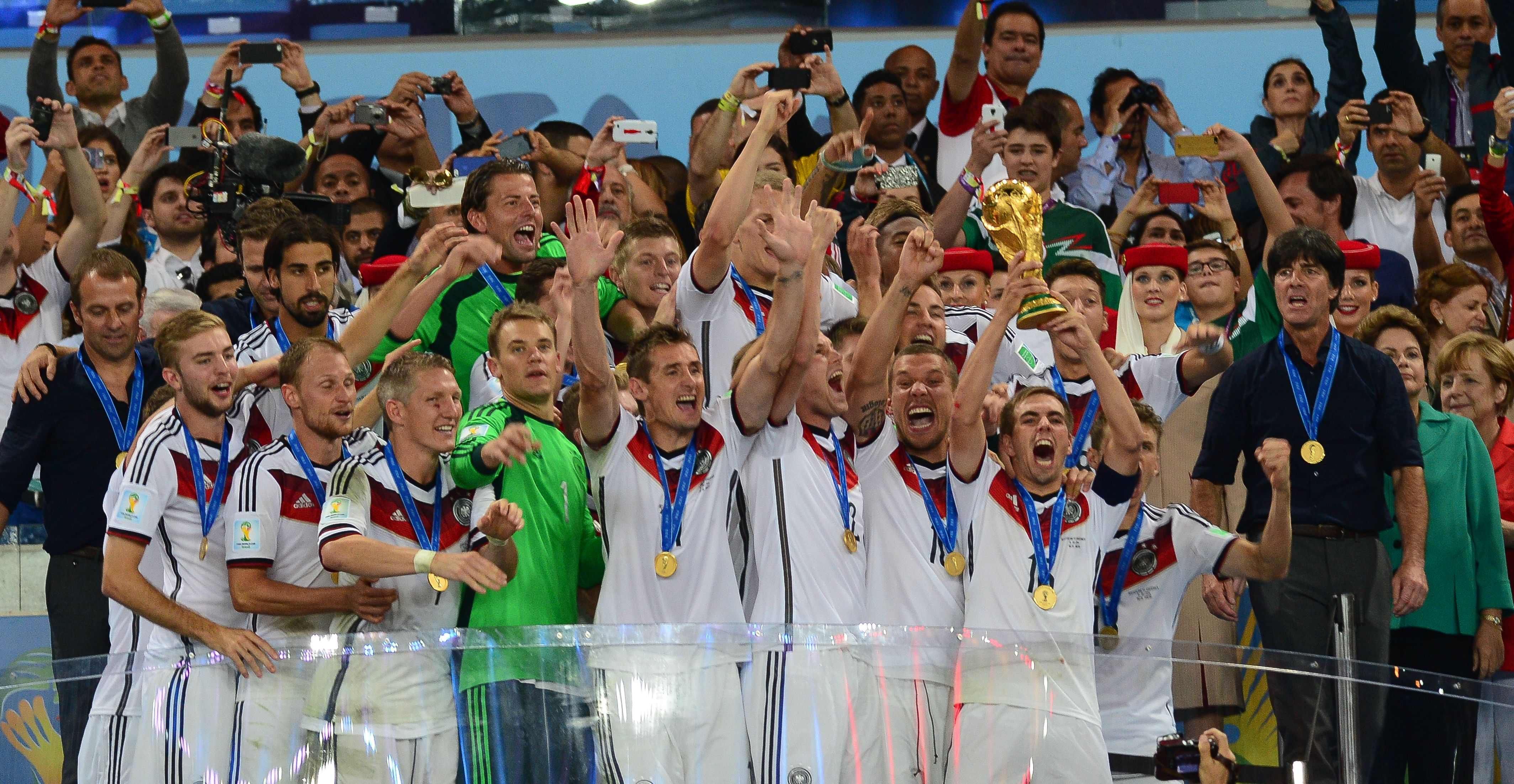
Neuer (vordere Reihe, 4. von links) nach dem Gewinn der WM 2014

Am 2. September 2014 wurde Neuer zum Stellvertreter von Bastian Schweinsteiger ernannt, der nach dem Rücktritt von Philipp Lahm neuer Kapitän der Nationalmannschaft wurde. Da Schweinsteiger am 3. September 2014 beim Freundschaftsspiel gegen Argentinien verletzungsbedingt fehlte, hatte Neuer seinen ersten Einsatz als Kapitän.

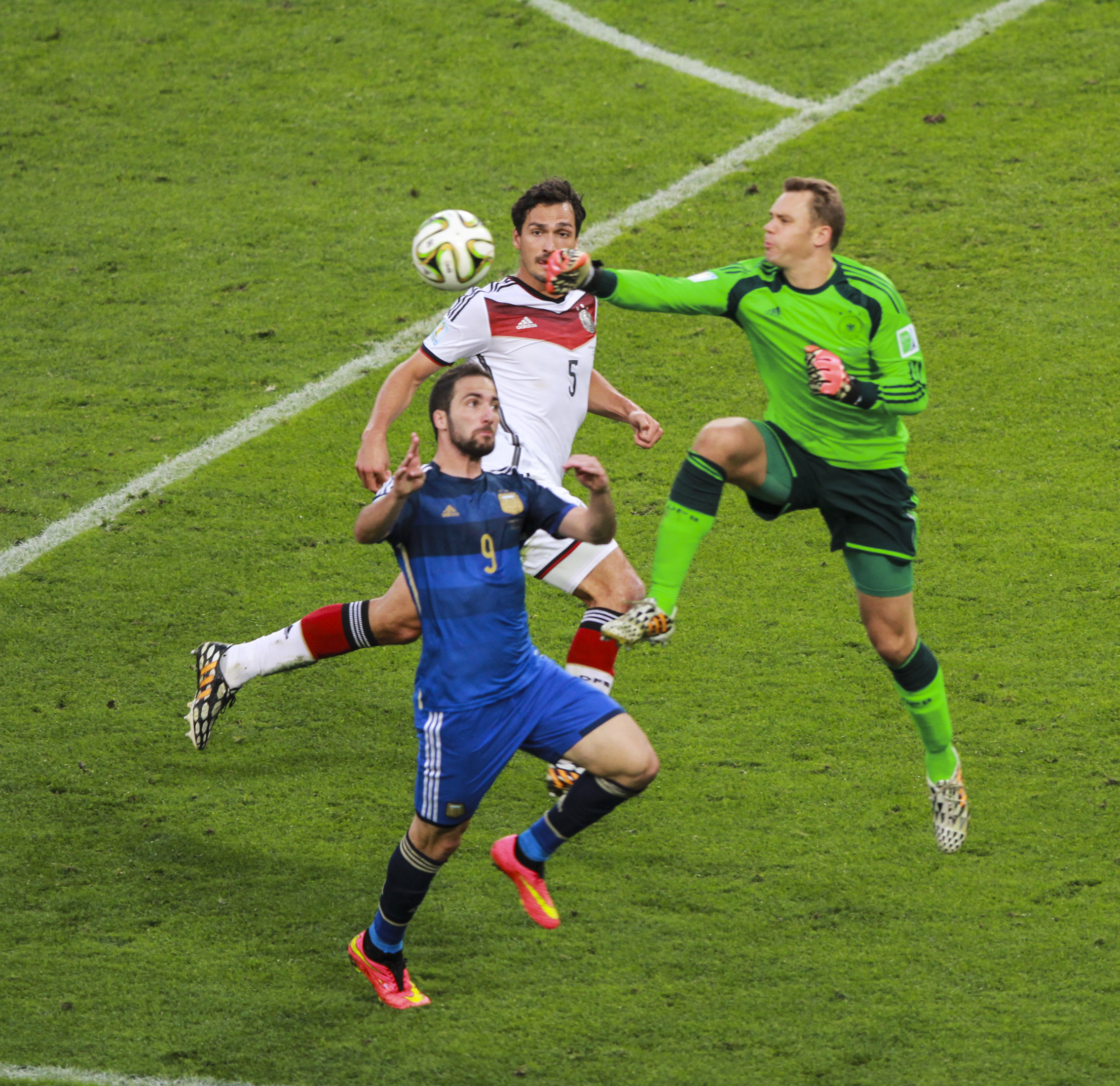
Neuer während des WM-Finals 2014 (vorne: Gonzalo Higuaín, hinten: Mats Hummels)

Bei der Europameisterschaft 2016 stand Neuer in allen sechs Partien der deutschen Mannschaft im Tor, davon bestritt er die ersten fünf Spiele als stellvertretender Kapitän von Schweinsteiger. In den ersten vier Partien bis zum Achtelfinale blieb er ohne Gegentor; im Viertelfinale gegen Italien wurde er in der regulären Spielzeit durch einen Elfmeter bezwungen. Die Partie endete im Elfmeterschießen, in dem er zwei Elfmeter hielt. Den letzten Elfmeter verwandelte Jonas Hector zum Sieg für die deutsche Elf. Im Halbfinale ging Gastgeber Frankreich durch einen Elfmeter in Führung. In der 72. Minute wehrte Neuer eine Flanke so ab, dass sie zur Vorlage für Antoine Griezmann wurde, der das 2:0 erzielte. Es war das einzige Gegentor der deutschen Mannschaft aus dem Spiel heraus.
Nach dem Rücktritt von Bastian Schweinsteiger als Nationalspieler war Neuer von September 2016 bis September 2023 Kapitän der Nationalmannschaft.
Die Weltmeisterschaft 2018 war für Neuer das erste Turnier als Mannschaftskapitän. Obwohl Neuer – nach langer Verletzungspause – erst unmittelbar vorher die ersten Testspiele machen konnte, wurde er vom Bundestrainer zur Nr. 1 im Tor bestimmt. In den Gruppenspielen wurde Neuer keine schlechte Leistung attestiert, dennoch gelang es auch ihm nicht, den Einzug ins Achtelfinale zu ermöglichen und Deutschland schied erstmals in der WM-Geschichte bereits nach der Vorrunde aus.
Nach der WM äußerte sich Neuer in einem sport1-Interview zum Ausscheiden aus der WM und über den Rücktritt seines langjährigen Nationalmannschaftskollegen Mesut Özil. Zum Rücktritt Özils äußerte sich Neuer eher zurückhaltend, dies sei ein Thema gewesen, das „sehr anstrengend“ gewesen sei für die, die alles gelesen hätten (Özil veröffentlichte seine Rücktrittserklärung in drei Teilen auf dem sozialen Netzwerk Twitter). Den Rücktritt Özils akzeptiere man, es sei die freie Entscheidung jedes einzelnen Spielers, zu entscheiden, ob er ausscheiden wolle oder nicht; die Gründe dafür müsse jeder für sich selbst suchen und die habe Özil gefunden. Rassismus, wie Özil ihn etwa dem DFB-Präsidenten Reinhard Grindel vorwarf, habe Özil in der Mannschaft nicht erfahren. Auf die Frage, warum er sich nicht früher zum Rücktritt Özils geäußert habe, gab Neuer an, erstens sei Urlaub nach der WM angesagt gewesen und zweitens habe man ihn nicht gefragt, und er habe es so gelernt, dass wenn man nicht gefragt werde, man auch nichts sagen müsse. Diese „Nicht-Haltung“ wurde von der Presse teilweise kritisiert. Zum Ausscheiden aus der WM und dem nötigen Neuaufbau sagte Neuer, dass „einiges geändert werden“ müsse. Zudem brauche man wieder Spieler, die „wirklich stolz [seien], für die Nationalmannschaft zu spielen“. Diese Passage wurde von der Presse kritisiert, weil sie als Kritik an Özil aufgefasst wurde, obwohl Neuer Özil nicht beim Namen genannt hatte. Die Passage folgte jedoch unmittelbar auf die Passage über den Özil-Rücktritt, weshalb eine Verknüpfung hergestellt wurde.
Danach wurde Neuer von Özils Berater Erkut Sögüt kritisiert, weil er Özil indirekt vorgeworfen habe, nicht mit Stolz das deutsche Nationaltrikot getragen zu haben. Neuer beendete das Thema damit, dass er sagte, er kenne Sögüt nicht und wisse nicht, wer er sei.
Am 17. November 2020 absolvierte Manuel Neuer in Sevilla im Nations-League-Spiel gegen Spanien sein 96. Länderspiel und löste somit Sepp Maier als Rekordnationaltorhüter ab. In diesem Spiel verlor Deutschland mit 0:6. Bei einem 7:1-Freundschaftsspielsieg am 7. Juni 2021 gegen Lettland absolvierte Neuer sein 100. Länderspiel (als erster Torhüter und 13. Spieler des DFB).
Mit der deutschen Auswahl erreichte er bei der Europameisterschaft 2021 das Achtelfinale, wo Deutschland gegen England ausschied.
Im November 2022 wurde er vom Bundestrainer Hansi Flick in den Deutschland-Kader für die Fußball-Weltmeisterschaft 2022 berufen. Mit 19 Spielen wurde Neuer zum WM-Rekordtorhüter, wobei er mit der Mannschaft nach der Vorrunde ausschied. Im Finale des Turniers überbot ihn der Franzose Hugo Lloris mit nun 20 Partien bei WM-Endrunden. Im September 2023 wurde İlkay Gündoğan von Hansi Flick zum neuen Kapitän der Nationalmannschaft ernannt. Bezüglich Neuer erklärte Flick, dass dieser „erst einmal gesund werden“ müsse. Im Oktober 2023 bestätigte der neue Bundestrainer Julian Nagelsmann die Personalentscheidung seines Vorgängers. Gündoğan werde demnach bei der Europameisterschaft 2024 als Kapitän auflaufen – auch bei einer möglichen Rückkehr Neuers.
Im Mai 2024 wurde er von Bundestrainer Julian Nagelsmann in den Kader für die Europameisterschaft im eigenen Land berufen. Beim 1:1-Unentschieden im dritten Gruppenspiel gegen die Schweiz bestritt er sein 18. EM-Spiel und ist somit vor dem Italiener Gianluigi Buffon EM-Rekordtorhüter. Beim 2:0-Erfolg über Dänemark im Achtelfinale wurde er mit seinem 19. Einsatz deutscher EM-Rekordspieler, als er Bastian Schweinsteiger (18 Einsätze) hinter sich ließ. Nach dem Ausscheiden im Viertelfinale gegen Spanien liegt sein Rekord bei 20 EM-Spielen.
Am 21. August 2024 trat Neuer nach 124 Spielen aus der Nationalmannschaft zurück. Er hatte die mit Abstand meisten Länderspiele aller deutschen Torhüter absolviert und die Mannschaft darüber hinaus in 59 Spielen als Kapitän aufs Feld geführt.

## Sonstiges
Neuer trat am 17. November 2011 im Rahmen des „RTL-Spendenmarathons 2011“ im Prominenten-Special der Quizshow Wer wird Millionär auf. Er gewann an diesem Abend 500.000 Euro zugunsten der Manuel Neuer Kids Foundation.
2013 synchronisierte Neuer im Film Die Monster Uni die Figur „Frank McCay“.
2014/15 war Neuer Testimonial in der Werbung für Coke zero. Basierend auf diesem Dialog entstanden dann vermehrt sogenannte Manuel-Neuer-Witze, meistens in der Form: „Vielleicht bin ich gar nicht/Vielleicht ist das gar nicht [x-beliebige Sache], sondern Manuel Neuer“. Teilweise nahmen diese Witze einen mit den Chuck Norris Facts vergleichbaren Charakter an.
Besondere Aufmerksamkeit in der Fußballöffentlichkeit erhielt die Meinung des ehemaligen argentinischen National- und Weltmeistertrainers Cesar Luis Menotti, zumal er sie vor dem WM-Finale Deutschland–Argentinien 2014 kundtat: Neuer sei nicht nur der beste Torwart der Gegenwart, sondern der beste „aller Zeiten“.
Neuers Aussage, es sei gut und hilfreich, wenn homosexuelle Fußballprofis sich outen, wurde falsch übersetzt und führte zu Gerüchten, die sich in spanischsprachigen Ländern hartnäckig halten. So verbreitete Todo Noticias in Argentinien, Neuer habe gestanden und fühle sich erleichtert, während in der paraguayischen Tageszeitung ABC Color zu lesen war, Neuer bitte seine Kollegen, sich zu befreien. Der mexikanische Fußballverband wurde nach dem Weltmeisterschaftsspiel 2018 gegen Deutschland mit einer Strafe belegt, weil die mexikanischen Fans bei Ballkontakten Neuers homophobe Gesänge anstimmten.
Als Zeichen gegen Homophobie im Fußball trug Neuer bei allen Spielen der Fußball-Europameisterschaft 2021 und bereits im Vorbereitungsspiel gegen Lettland eine Kapitänsbinde in Regenbogenfarben. Da sie diese Geste als „sportfremde Kundgebung“ und damit als Verstoß gegen ihre allgemeinen Verhaltensgrundsätze sah, leitete die UEFA Ermittlungen ein, stellte diese aber am 20. Juni 2021 wieder ein.
Im November 2022 machte Neuer öffentlich, dass er mehrmals wegen Hautkrebs im Gesicht behandelt wurde. Diese Bekanntmachung nutzte Neuer zur Vermarktung einer eigenen Hautcreme-Kollektion, die er mit Angelique Kerber auf den Markt brachte. Neuer ist nicht nur Werbegesicht, sondern auch Miteigentümer und Aufsichtsrat der Deutsche Kosmetikwerke AG, die im November 2024 vom Verbraucherzentrale Bundesverband (vzbv) auf Unterlassung irreführender Werbung verklagt wurde, weil Produkte zu Unrecht als „klimaneutral“ beworben worden seien.
Neben Newkee ist Manuel Neuer seit 2022 auch Gesellschafter der Münchner Kaffeerösterei Alrighty Caretrade Coffee, die sich auf nachhaltig und fair produzierten Spezialitätenkaffee spezialisiert hat.
Im Juni 2024 wurde bekannt, dass Neuer über sein Unternehmen MN Business GmbH 65,6 % der Rad Race GmbH erworben hat. Rad Race ist unter anderem Event-Veranstalter im Radsport. Neuer gilt seit längerem als „rennradbegeistert“.

## Titel

### Nationalmannschaft
- Weltmeister: 2014
- U21-Europameister: 2009

### Vereine
International
- Champions-League-Sieger (2): 2013, 2020 (beide FC Bayern München)
- Klub-Weltmeister (2): 2013, 2020 (beide FC Bayern München)
- UEFA-Super-Cup-Sieger (2): 2013, 2020 (beide FC Bayern München)

National
- Deutscher Meister (12): 2013, 2014, 2015, 2016, 2017, 2018, 2019, 2020, 2021, 2022, 2023, 2025 (alle FC Bayern München)
- Deutscher Pokalsieger (6): 2011 (FC Schalke 04), 2013, 2014, 2016, 2019, 2020 (FC Bayern München)
- Deutscher Supercupsieger (7): 2012, 2016, 2018, 2020, 2021, 2022, 2025 (alle FC Bayern München)
- Deutscher A-Junioren-Pokalsieger: 2005 (FC Schalke 04)

## Rekorde
- Als erster Spieler erreichte Neuer viermal in Folge das DFB-Pokal-Finale. Nachdem er 2011 mit Schalke 04 den Pokal gewonnen hatte, folgten ab 2012 drei weitere Endspielteilnahmen mit Bayern München.[110]
- 236 Bundesligaspiele ohne Gegentreffer sind Bundesligarekord (bei 521 Einsätzen, Stand: 24. Spieltag 2024/25).[111]
- 238 Bundesligaspiele inkl. Ein- bzw. Auswechselung ohne Gegentreffer sind Bundesligarekord (vor Oliver Kahn, 205, Stand: 24. Spieltag 2024/25).[112]
- Torhüter mit den meisten Siegen in der Bundesliga: 354 Siege (nach 521 Spielen, Stand: 24. Spieltag 2024/25)[113][114][115][116][117]
- Deutscher Rekordnationaltorhüter: 124 Einsätze, vor Sepp Maier (95)[11]
- Rekordtorhüter und deutscher Rekordspieler bei WM- und EM-Endrunden zusammen: 39 Einsätze[118]
- Rekordtorhüter und deutscher Rekordspieler bei EM-Endrunden: 20 Einsätze[119][120]
- meiste Champions-League-Spiele ohne Gegentreffer: 61 (nach 150 Einsätzen, Stand: 11. März 2025)[121][122]
- Deutscher Rekordtorhüter der Champions League: 150 Einsätze (Stand: 11. März 2025)[123]
- Zum Zeitpunkt des 9. Spieltages der Bundesliga-Saison 2020/21 hat Neuer die meisten Einsätze (414) aller Aktiven bestritten (Stand: 24. Spieltag 2024/25: 521 Einsätze davon 354 Siege).[124][125][126][127]
- die meisten Siege im Duell mit demselben Bundesliga-Gegner (2× Manuel Neuer):
  - 22 (gegen Hertha BSC, Stand: 18. Spieltag 2023/24)[128]
  - 22 (gegen Werder Bremen, Stand: 18. Spieltag 2023/24)[129][130]
- 17 Zu-Null-Spiele gegen denselben Gegner sind Bundesliga-Rekord. Beim 5:0-Heimsieg gegen Hertha BSC blieb Neuer zum 17. Mal in 24 Spielen ohne Gegentor (Stand: 28. August 2021).[131]
- Neuer kassierte sowohl das schnellste Tor als auch das schnellste Eigentor der Bundesligageschichte.
  - Am zweiten Spieltag der Saison 2015/16 erzielte Kevin Volland den 1:0-Führungstreffer für die TSG Hoffenheim gegen den FC Bayern München bereits nach 9 Sekunden.[132]
  - Am 22. Spieltag der Saison 2018/19 unterlief Leon Goretzka im Spiel gegen den FC Augsburg nach 13 Sekunden das schnellste Eigentor der Bundesligageschichte.[133]

## Auszeichnungen

### Fritz-Walter-Medaille
Neuer erhielt am 12. Oktober 2005 die Fritz-Walter-Medaille in Silber.

### UEFA
Im Rahmen der UEFA Club Football Awards wurde er 2008 als einziger Deutscher für die Wahl zum besten Klubtorhüter des Jahres nominiert. Im darauffolgenden Jahr stellte ihn die UEFA als einzigen deutschen Torwart für die Wahl ins UEFA Team of the Year auf. Bei der Online-Abstimmung der UEFA wurde er auch ins UEFA Team of the Year 2013 gewählt.

### IFFHS
Bei der Wahl zum IFFHS-Welttorhüter des Jahres 2012 belegte Neuer den vierten Platz. Am 6. Januar 2014 wurde Manuel Neuer von der IFFHS zum IFFHS-Welttorhüter 2013 gewählt. Neuer erhielt erstmals die meisten Stimmen und setzte sich gegen seine Konkurrenten Gianluigi Buffon und Petr Čech durch.

### Sonstige
Im Jahr 2011 belegte Neuer beim Vorentscheid zur Wahl zum Besten Klubfußballer des Jahres den zehnten Platz. Im gleichen Jahr wurde er von den deutschen Sportjournalisten als erster Spieler des FC Schalke 04 zum Fußballer des Jahres gewählt.
Ferner wurde er in die FIFA/FIFPro World XI gewählt. 2014 wurde Neuer, zum zweiten Mal nach 2011, zu Deutschlands Fußballer des Jahres gewählt. Im selben Jahr belegte er bei der Wahl zu Europas Fußballer des Jahres den zweiten Platz hinter Cristiano Ronaldo und vor seinem Teamkollegen Arjen Robben sowie bei der Wahl zum Weltfußballer des Jahres den dritten Rang hinter Ronaldo und Lionel Messi.

### Liste der Auszeichnungen
- IFFHS-Welttorhüter des Jahres: 2013, 2014, 2015, 2016, 2020
- FIFA-Welttorhüter des Jahres: 2020
- Europas Torhüter des Jahres: 2020
- IFFHS-Welttorhüter der Dekade: 2011–2020
- Weltsportler des Jahres (AIPS): 2014
- Weltsportler des Jahres (L’Équipe): Zweiter 2014
- Europas Sportler des Jahres (UEPS): 2014
- Europas Sportler des Jahres (PAP): Zweiter 2014
- 3. Platz bei der Wahl des Ballon d’Or Dream Teams (Tor)
- Weltfußballer des Jahres: Dritter 2014
- Europas Fußballer des Jahres: Zweiter 2014 und Dritter 2020
- Deutschlands Fußballer des Jahres (2): 2011, 2014
- DFB-Nationalspieler des Jahres: 2020
- Goldener Handschuh der Weltmeisterschaft 2014
- FIFA/FIFPro World XI (4): 2013, 2014, 2015, 2016
- UEFA Team of the Year (4): 2013, 2014, 2015, 2020
- Wahl in die VDV 11 (9): 2010, 2011, 2013, 2014, 2015, 2016, 2017, 2020, 2021
- Top 11 der Weltmeisterschaft 2014
- Dream Team der Weltmeisterschaft 2014
- All-Star-Team der Europameisterschaft 2012
- Bester Torhüter der U-21-Europameisterschaft 2009
- Fans’ Man of the Match im UEFA-Champions-League Finale 2013
- Weiße Weste (8): 2010, 2012, 2013, 2014, 2015, 2017, 2020, 2022
- Einstufung als Weltklasse in der Rangliste des deutschen Fußballs (12): Winter 2010/11, Sommer 2011, Sommer 2013, Sommer 2014, Winter 2014/15, Winter 2015/16, Sommer 2016, Winter 2016/17, Sommer 2017, Winter 2019/20, Sommer 2020, Winter 2020/21
- Kicker-Torhüter des Jahres (6): 2007, 2011, 2014, 2015, 2016, 2020[145]
- Silbernes Lorbeerblatt: 2010, 2014 (als Mitglied der deutschen Nationalmannschaft)
- Deutschlands Mannschaft des Jahres: 2010, 2014 (als Mitglied der deutschen Nationalmannschaft) und 2013, 2020[146] (als Mitglied des FC Bayern München)
- Fritz-Walter-Medaille: 2005  (in Silber)
- Felix-Preisträger: 2007 (NRW-Newcomer des Jahres), 2009 und 2010 (NRW-Fußballer des Jahres)[147]
- Gelsenkirchens Sportler des Jahres: 2005, 2009 und 2010
- Revierfußballer des Jahres: 2010[148]
- Fußballspruch des Jahres: 2009 („Wir schießen so wenig Tore, vielleicht heißen wir deshalb auch die Knappen.“)[149]
- Krawattenmann des Jahres: 2016
- Bayerische Staatsmedaille für soziale Verdienste: 2019[150]
- Verdienstorden des Landes Nordrhein-Westfalen: 2019 – für sein soziales Engagement im Ruhrgebiet[151][152]
- DFB-Ehrenmedaille (für das Erreichen von 100 Länderspielen – als erster Torhüter beim DFB)[153]
- Bayerischer Verdienstorden, 22. September 2021[154]